# 龙华街道 (上海市)
龙华街道是中国上海市徐汇区下辖的一个街道。面积6.53平方公里。户籍人口5.38万人（2020年）。

## 歷史
唐朝時此地屬於華亭縣。宋朝時為龍華村。元朝時此地為郵驛站龍華鋪，屬於上海縣高昌鄉。明朝時設立龍華鎮。清朝宣統二年（1910年）屬於上海縣漕河涇鄉。1928年，屬於上海特別市漕河涇區。1939年，屬於滬西區龍漕鎮。第二次中日戰爭結束後屬於龍華區。1950年6月，再度設立龍華鎮。1961年，再度屬於上海縣管轄。1984年7月劃歸徐匯區。2000年12月（一說2001年2月），龍華鎮撤銷，設立龙华街道。

## 行政区划
龙华街道下辖龙水路居委会、周家湾居委会、龙华新村居委会、上缝新村居委会、俞家湾第二居委会、俞家湾第一居委会、龙南三、四村居委会、龙南七村居委会、丰谷路居委会、丰谷路第三居委会、东蔡居委会、龙南第一居委会、龙南第五居委会、龙南第六居委会、俞家湾第三居委会、机场新村居委会、狮城花苑居委会、云锦路居委会、滨江居委会、民苑居委会、华容路居委会、汇龙居委会、盛大花园第一居委会、强生花苑居委会、樟树苑居委会、宛南居委会。

## 主要建筑
- 龙华寺
- 原龙华机场候机楼
- 东航小区
- 西岸艺术中心
- 龍華烈士陵園
- 龍華塔